# Sønder Vinge-stenen 2
Sønder Vinge-stenen 2 er en runesten, fundet i Sønder Vinge i 1866. Stenen opdagedes som hjørne- og grundsten til Sønder Vinge Kirke, hvor den lå, således at en del af runerne var synlige. Nu står den i våbenhuset i Sønder Vinge Kirke. Runestenen har ingen umiddelbar sammenhæng med Sønder Vinge-stenen 1, som har været kendt siden 1627, og som nu står ved Ulstrup herregård. 

## Indskrift
| Translitteration | -u(þ)(i) : b(r)(u)ti : risþi : stin : þensi : uftiR : uruku auk : kaþu : bruþr : siną : tuą : ... sarþi : auk siþ : r(a)(t)i : saR : mąnr : ias : auþi : mini : þui |
| Transskription   | [G]uði(?)/Ǿði(?) bryti(?) rēsþi stēn þennsi øftiR Ūrǿkiu ok Kāðu, brǿðr sīna tvā [verði] særði ok sēðretti(?)sāR mannr es ǿði minni þvī.                            |
| Oversættelse     | Øde/Gude Bryde rejste rejste denne sten efter Urøke og Kade, sine to brødre. En pervers mand(?) og en sejd-ræte vorde den mand, som øder dette minde.               |

Indskriften er ordnet i bustrofedon og skal læses først nedefra midten og ud mod højre, dernæst fra midten – igen nedefra – og ud mod venstre. Stenen er meget knudret i overfladen, og nederst i det tredje og fjerde skriftbånd fra venstre er stenen meget ødelagt. Det bevirker, at de to første ord, formentlig et navn og et tilnavn, ikke kan læses med sikkerhed. Forbandelsesformularen kendes også fra en række ældre danske runesten. Det er omdiskuteret, hvordan runefølgen siþ : rati egentlig skal forstås, men det er mest sandsynligt, at det skal oversættes med 'sejdræte'’. Ordet 'ræte' er omdiskuteret, men kan muligvis sættes i forbindelse med dialektordet 'ræde' eller 'skræmsel'. Det kendes i øvrigt også fra Glavendrupstenen og andre danske runesten.